# (37778) 1997 HE2
1997 HE2 (asteroide 37778) é um asteroide da cintura principal. Possui uma excentricidade de 0.11043570 e uma inclinação de 3.59508º.
Este asteroide foi descoberto no dia 29 de abril de 1997 por Spacewatch em Kitt Peak.